# Franz Wöpcke
Franz Wöpcke (* 6. Mai 1826 in Dessau; † 25. März 1864 in Paris) war ein deutscher Mathematiker und Orientalist, der lange Zeit in Frankreich lebte.
Er war der Sohn des Postdirektors Ernst Ludwig Wöpcke aus Wittenberg. Nach zweijährigem Studium der Orientalistik an der Universität Bonn, in Leiden und Paris (1850) wurde er im März 1850 in Bonn als Privatdozent habilitiert, ohne Vorlesungen gehalten zu haben. Er trat diesen Dienst jedoch nicht an, sondern reiste für längere Zeit nach Paris. 1856 erlosch offiziell die Stelle in Bonn. 1855 unternahm er seine erste große Reise nach Persien. 1856 nahm er eine Lehrerstelle (Mathematik und Physik) am Französischen Gymnasium in Berlin an, die er bis 1858 ausübte. Dann trieb in die Sehnsucht zurück zu Archivstudien nach Paris und Rom. Er starb schon 1864 in Paris.
Wöpcke legte u. a. mehrere Publikationen zur Geschichte der Mathematik bei den Arabern vor. Er gab die Algebra von Omar Chajjam und von Abu Bakr al-Karadschi heraus (1853), beschäftigte sich mit der Entwicklung des indisch-arabischen Ziffernsystems, Fibonacci und mit der Rekonstruktion der Werke Euklids und von Apollonius aus arabischen Übersetzungen.

## Werke
- L’algèbre d’Omar Alkhayyâmî, publiée, traduite et accompagnée de manuscrits inédits, Paris, 1851, online bei archive.org
- Etudes sur les Mathématiques arabo-islamiques, Frankfurt 1986